# Кубок Судірмана 1993
Кубок Судірмана 1991 — 3-й розіграш Кубка Судірмана під егідою Міжнародної федерації бадмінтону (ІБФ). Турнір проходив у 1993 році у м. Бірмінгем, Англія. У турнірі взяло участь 40 збірних.
Володарем Кубку Судірмана стала збірна Південної Кореї, яка перемогла збірну Індонезії у фіналі із рахунком 3:2. Бронзові медалі завоювали команди Китаю і Данії.

## Підсумкова таблиця
| Поз. | Країна         |
| ---- | -------------- |
| 1    | Південна Корея |
| 2    | Індонезія      |
| 3    | КНР            |
| 3    | Данія          |
| 5    | Англія         |
| 6    | Швеція         |

| Поз. | Країна     |
| ---- | ---------- |
| 7    | Таїланд    |
| 8    | Нідерланди |
| 9    | Японія     |
| 10   | Малайзія   |

| Поз. | Країна    |
| ---- | --------- |
| 11   | Росія     |
| 12   | Канада    |
| 13   | Шотландія |
| 14   | Австралія |

| Поз. | Країна        |
| ---- | ------------- |
| 15   | Німеччина     |
| 16   | Нова Зеландія |
| 17   | Гонконг       |
| 18   | Індія         |

| Поз. | Країна    |
| ---- | --------- |
| 19   | Австрія   |
| 20   | Фінляндія |
| 21   | Норвегія  |
| 22   | Польща    |

| Поз. | Країна   |
| ---- | -------- |
| 23   | Чехія    |
| 24   | Ісландія |
| 25   | США      |
| 26   | Ірландія |

| Поз. | Країна    |
| ---- | --------- |
| 27   | Швейцарія |
| 28   | Болгарія  |
| 29   | Уельс     |
| 30   | Франція   |

| Поз. | Країна    |
| ---- | --------- |
| 31   | Україна   |
| 32   | Казахстан |
| 33   | Угорщина  |
| 34   | Бельгія   |
| 35   | Пакистан  |

| Pos. | Land     |
| ---- | -------- |
| 36   | Перу     |
| 37   | Словенія |
| 38   | Кіпр     |
| 39   | Ізраїль  |
| 40   | Мальта   |

     Перейшла до вищої групи
     Перейшла до нижчої групи

### Фінальний раунд
| Південна Корея 3 | Бірмінгем, Англія          | Бірмінгем, Англія                                             | Індонезія 2 |       |       |  |
| \| \| \| \| 1 \| 2 \| 3 \| \| \| - \| \| ------------------------------------------------------------- \| ----- \| ----- \| ----- \| \| \| 1 \| \| Park Joo-bong / Gil Young-ah Aryono Miranat / Eliza Nathanael \| 15 2 \| 15 7 \| \| \| \| 2 \| \| Kim Hak-kyun Ardy Wiranata \| 11 15 \| 7 15 \| \| \| \| 3 \| \| Bang Soo-hyun Susi Susanti \| 6 11 \| 6 11 \| \| \| \| 4 \| \| Gil Young-ah / Chung Soo-young Finarsih / Lili Tampi \| 6 15 \| 17 15 \| 15 11 \| \| \| 5 \| \| Park Joo-bong / Kim Moon-soo Ricky Subagja / Rudy Gunawan \| 15 10 \| 15 6 \| \| \| |                            |                                                               |             |       |       |  |
| |                            |                                                               | 1           | 2     | 3     |  |
| 1 | Південна Корея · Індонезія | Park Joo-bong / Gil Young-ah Aryono Miranat / Eliza Nathanael | 15 2        | 15 7  |       |  |
| 2 | Південна Корея · Індонезія | Kim Hak-kyun Ardy Wiranata                                    | 11 15       | 7 15  |       |  |
| 3 | Південна Корея · Індонезія | Bang Soo-hyun Susi Susanti                                    | 6 11        | 6 11  |       |  |
| 4 | Південна Корея · Індонезія | Gil Young-ah / Chung Soo-young Finarsih / Lili Tampi          | 6 15        | 17 15 | 15 11 |  |
| 5 | Південна Корея · Індонезія | Park Joo-bong / Kim Moon-soo Ricky Subagja / Rudy Gunawan     | 15 10       | 15 6  |       |  |

| Володар Кубка Судірмана 1993 |
| ---------------------------- |
| Південна Корея 2-й титул     |